# Mohammed Fahmy

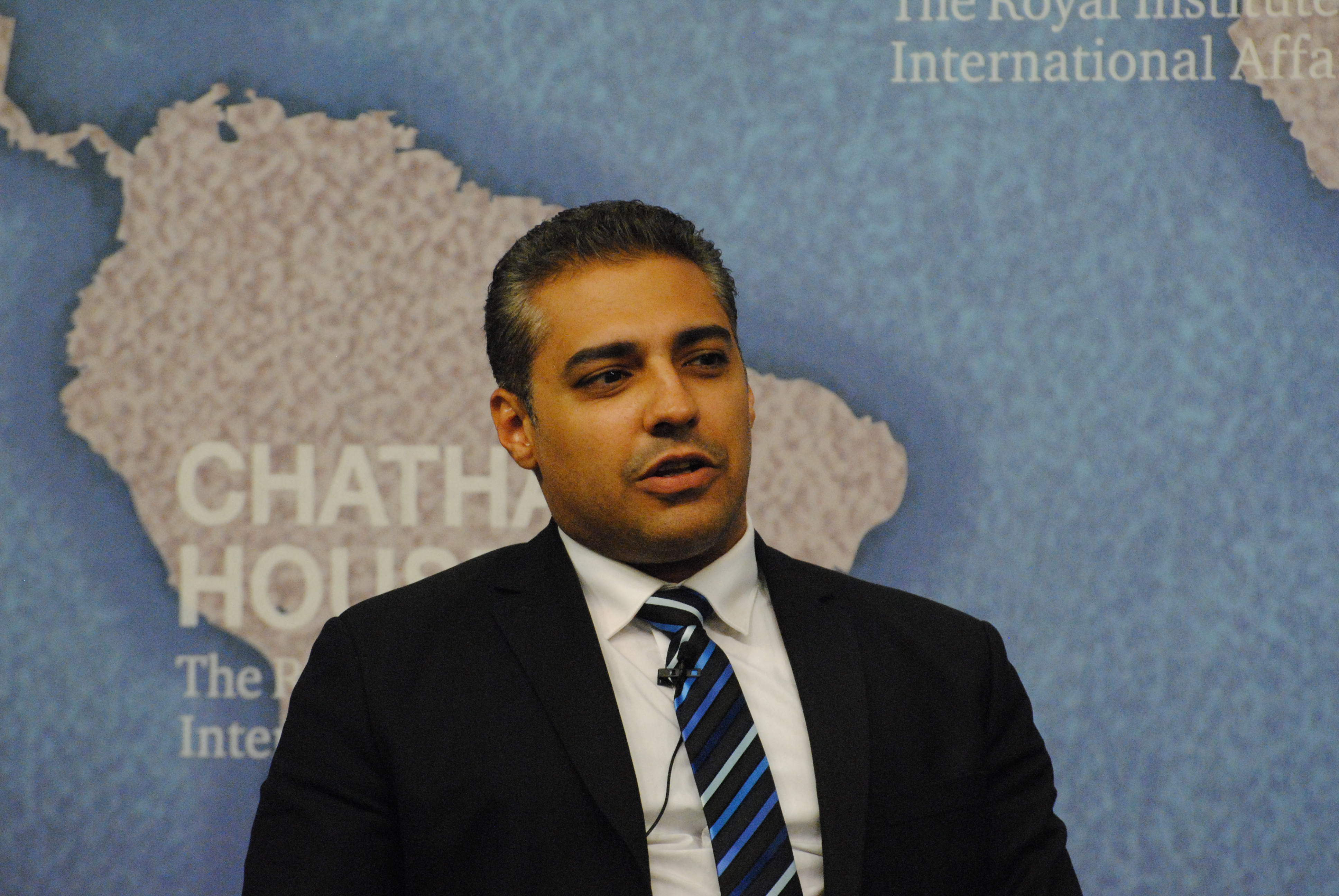
Mohammed Fahmy

Mohammed Fadel Fahmy (* 27. April 1974) ist ein ägyptisch-kanadischer Journalist.
Er arbeitete zusammen mit Peter Greste und Baher Mohammed für den arabischsprachigen Fernsehsender Al-Dschasira und wurde Ende 2013 in Kairo festgenommen. Wie seine Kollegen soll er die in Ägypten verbotenen Muslimbrüder unterstützt haben.
Fahmy wurde wie seine Kollegen in Ägypten angeklagt. Der Anklage zufolge sollen die drei Reporter heimlich und ohne Akkreditierung gearbeitet haben. Ein Gericht verurteilte sie im Juni 2014 zu Haftstrafen. Fahmy bekam sieben Jahre Gefängnis, Peter Greste ebenfalls sieben und Baher Mohammed zehn Jahre.
Nach dem von Ägyptens Staatschef Abd al-Fattah as-Sisi im November 2014 erlassenen Dekret können im Lande verurteilte Ausländer in ihre Heimat ausgewiesen werden. Diese Regelung, wurde spekuliert, könnte auf Greste und eventuell auch auf Fahmy angewendet werden.
Im September 2015 wurden Mohammed Fahmy und Baher Mohammed begnadigt.